# Delta Sculptoris
Delta Sculptoris ( δ Sculptoris, förkortat Delta Scl,  δ Scl)  som är stjärnans Bayerbeteckning, är en trippelstjärna belägen i den norra delen av stjärnbilden Bildhuggaren. Den har en skenbar magnitud på 4,59 och är synlig för blotta ögat där ljusföroreningar ej förekommer. Baserat på parallaxmätning inom Hipparcosuppdraget på ca 23,7 mas, beräknas den befinna sig på ett avstånd på ca 137 ljusår (ca 42 parsek) från solen.

## Egenskaper
Primärstjärnan Delta Sculptoris A är en blåvit stjärna i huvudserien av spektralklass A0 Vp. Den har en massa som är ca 2,3 gånger större än solens massa, en radie som är ca 80 procent större än solens och utsänder från dess fotosfär ca 29 gånger mera energi än solen vid en effektiv temperatur på ca 9 750 K.
Delta Sculptoris A har en svag följeslagare, Delta Sculptoris B av magnitud 11,6, separerad med ca 4 bågsekunder eller mer än 175 astronomiska enheter. Kring detta par kretsar Delta Sculptoris C, som är av spektraltyp G och har en skenbar magnitud på +9,4, separerad från dessa med ca 74 bågsekunder.
Delta Sculptoris är en möjlig medlem i gruppen AB Doradus, en samling av stjärnor med liknande åldrar, som delar en gemensam rörelse genom rymden.